# 23 Librae
23 Librae (23 Lib) é uma estrela anã amarela na constelação de Libra, que fica a 83,7 anos-luz do Sol. 23 Librae tem uma massa de 1,05 sóis e um raio de 1,25 sóis.

## Planetas
Em 1999, um exoplaneta chamado 23 Librae b foi encontrado orbitando 23 Librae. Em 2009 um outro planeta foi encontrado.
| Planeta | Massa            | Semieixo maior (UA) | Período orbital (dias) | Excentricidade |
| ------- | ---------------- | ------------------- | ---------------------- | -------------- |
| b       | ≥ 1,59 ± 0,02 MJ | 0,81 ± 0,02         | 258,19 ± 0,07          | 0,233 ± 0,002  |
| c       | ≥ 0,82 ± 0,03 MJ | 5,8 ± 0,5           | 5 000 ± 400            | 0,12 ± 0,02    |